# 밀직사
밀직사(密直司)는 고려 시대에, 왕명의 출납(出納)과 궁궐의 경호 및 군사 기밀 따위에 관한 일을 맡아보던 관청이다.
충렬왕 1년(1275)에 추밀원을 고친 것으로, 원의 간섭으로 밀직사로 바뀌어 문하성의 후신인 첨의부보다 현격하게 낮아졌다. 공민왕 5년(1356)에는 다시 추밀원으로 바꾸었다가 뒤에 또 이 이름으로 고쳤다.
밀직사사[密直司使]는 고려 시대에, 밀직사에 속한 종이품 벼슬. 충렬왕 1년(1275)에 추밀원사를 고친 이름이다. 지밀직사[知密直司/知密直事]는 지밀직사사이다. 밀직사부사[密直司副使]는 고려 시대에, 밀직사에 속한 정삼품 벼슬. 충렬왕 1년(1275)에 추밀원 부사를 고친 이름이다.